# Aija Andrejeva

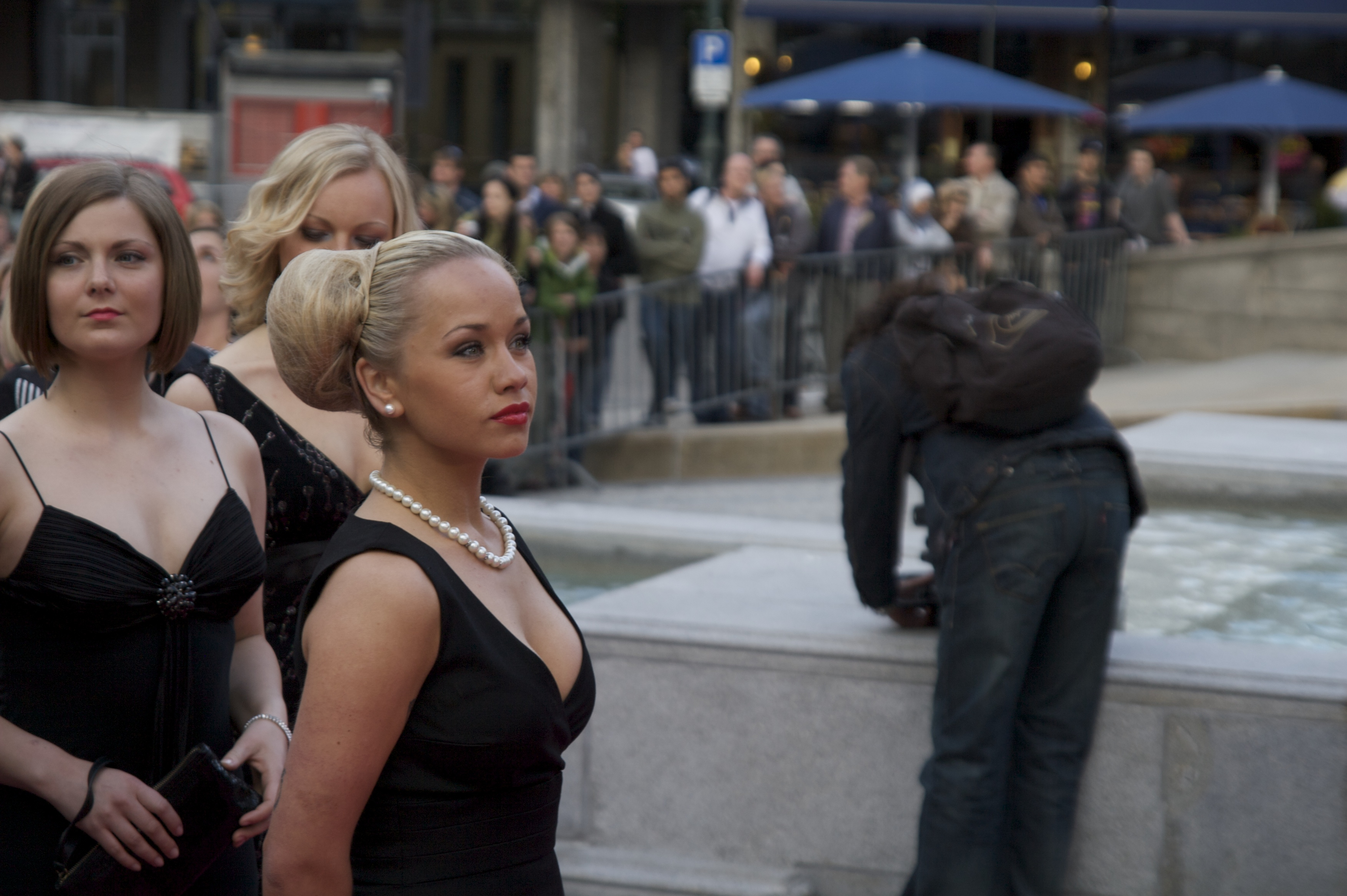
Aisha

Aija Andrejeva, beter bekend als Aisha (Ogre, 16 januari 1986), is een Letse zangeres.
In haar thuisland is Aisha al enkele jaren een bekend figuur. In de rest van Europa verkreeg ze vooral bekendheid met haar deelname aan het Eurovisiesongfestival 2010 in de Noorse hoofdstad Oslo. Zij vertegenwoordigde daar Letland met het Engelstalige nummer What For. Een succes werd dit bepaald niet; ze kreeg slechts 7 punten en eindigde als laatste in de eerste halve finale.

## Discografie
- Tu un Es (2006)
- Viss kārtībā, Mincīt! (2008)
- Dvēselīte (2009)
- What For (2010)

2000: Brainstorm · 
2001: Arnis Mednis · 
2002: Marie N · 
2003: F.L.Y. · 
2004: Fomins & Kleins · 
2005: Valters & Kaža · 
2006: Cosmos · 
2007: Bonaparti.lv · 
2008: Pirates of the Sea · 
2009: Intars Busulis · 
2010: Aisha · 
2011: Musiqq · 
2012: Anmary · 
2013: PeR · 
2014: Aarzemnieki · 
2015: Aminata Savadogo · 
2016: Justs · 
2017: Triana Park · 
2018: Laura Rizzotto · 
2019: Carousel · 
2021: Samanta Tīna · 
2022: Citi Zēni · 
2023: Sudden Lights · 
2024: Dons · 
2025: Tautumeitas
- International Standard Name Identifier: 0000 0004 0706 4701
- Nationale Bibliotheek van Letland: 000139623
- MusicBrainz: 3837971a-f296-45a6-8318-16420d08b2d1
- Virtual International Authority File: 305087154